# 西表石垣国立公園
西表石垣国立公園（いりおもていしがき こくりつこうえん）は、沖縄県西表島、石垣島とその周辺の島々および海域にまたがる国立公園である。

## 概要

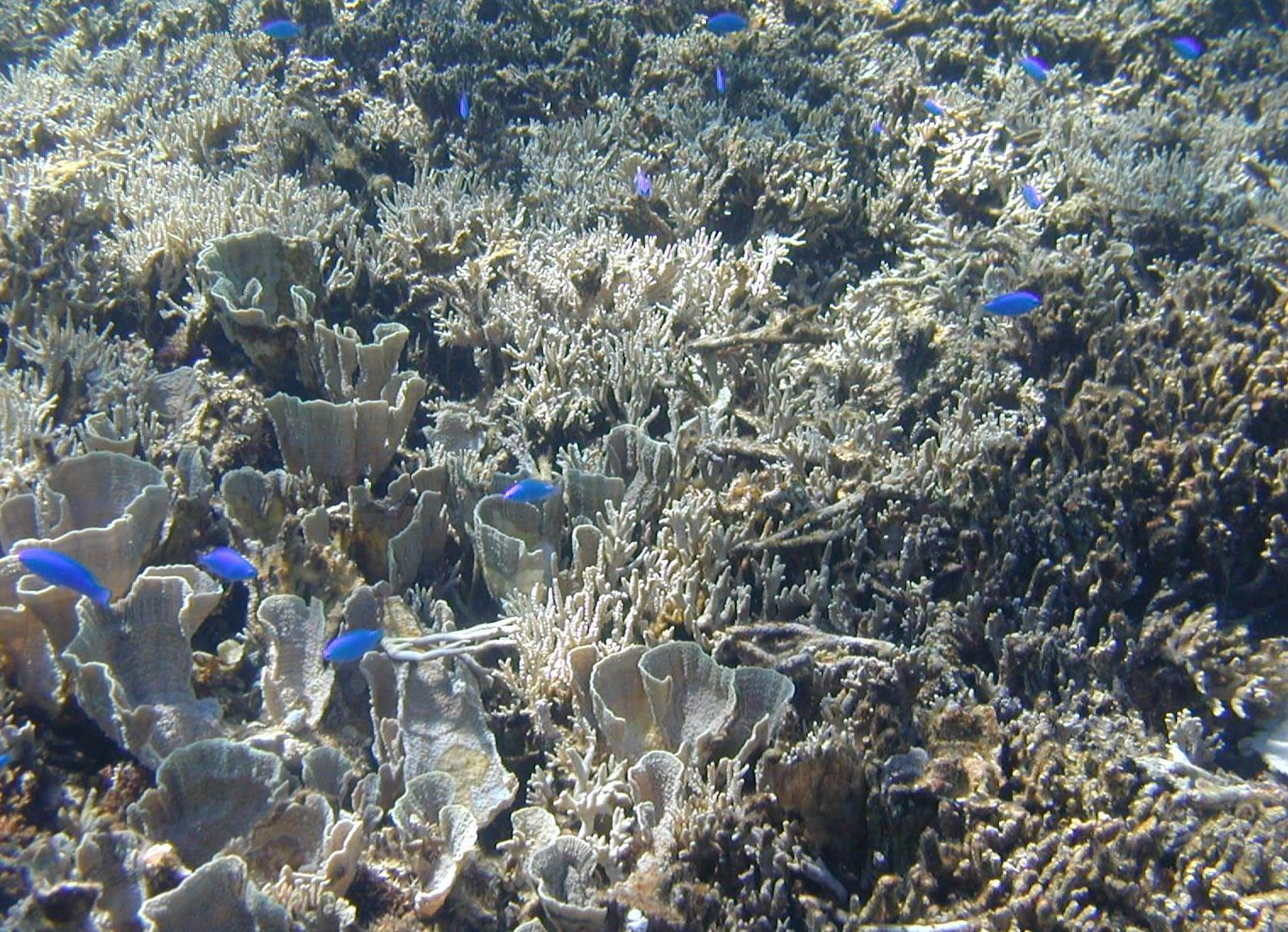
白保サンゴ礁

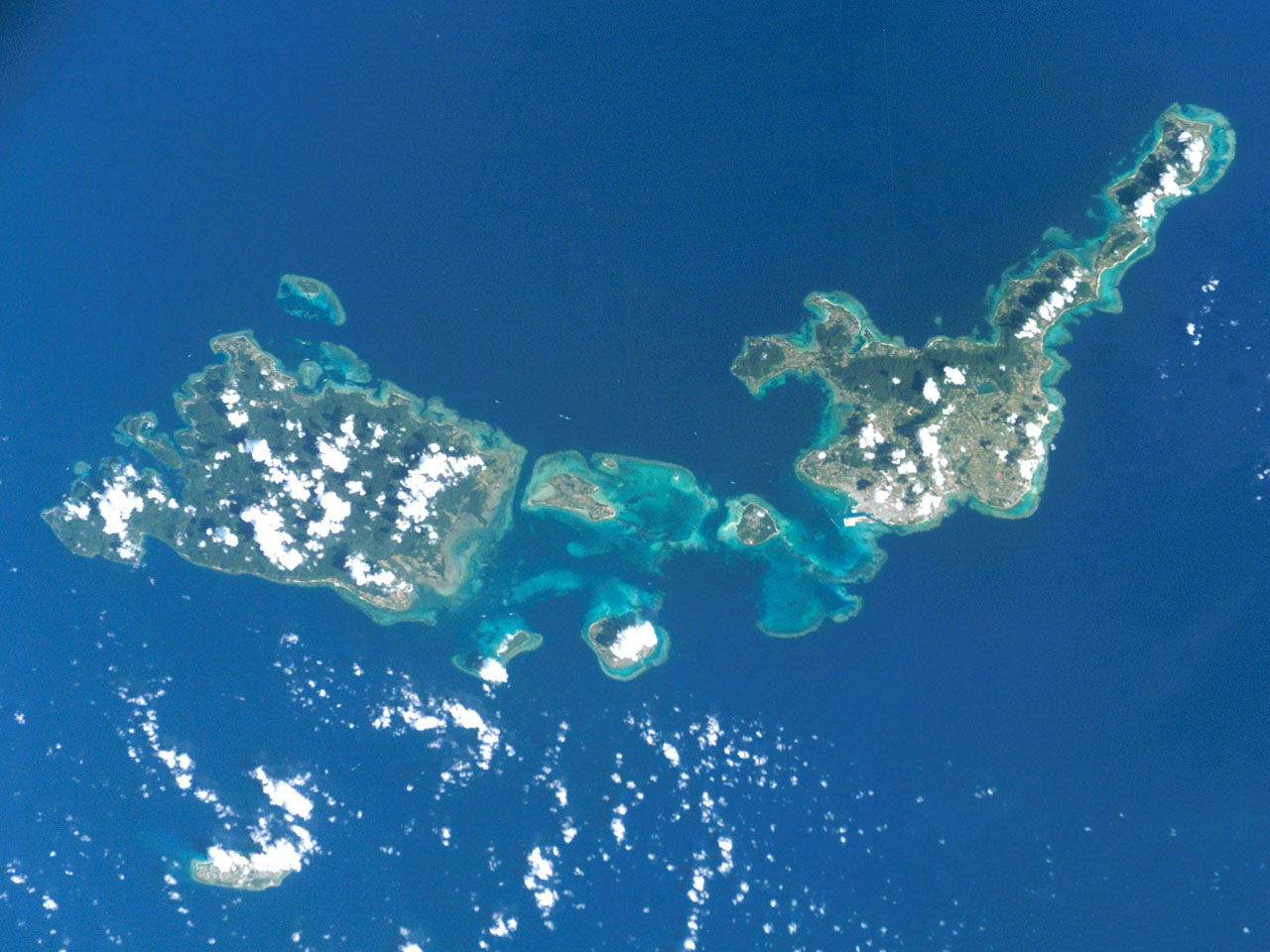
西表石垣国立公園の衛星写真

西表島、石垣島の両島をはじめ、石垣島と西表島との間にある石西礁湖と呼ばれるサンゴ礁の海域と、その海域に点在する黒島、竹富島、小浜島、新城島、西表島北方の鳩間島や南西方の仲の神島などからなる。海域公園地区の面積は国内最大である。
公園区域のうち、西表島は、日本で最後の大規模な照葉樹林に覆われ、河口にはマングローブ林が広がるなど、原始性の高い亜熱帯性の植物相が形成されており、特別天然記念物のイリオモテヤマネコ、カンムリワシ、天然記念物のセマルハコガメ、リュウキュウキンバト等の希少な生物種が生息している。
石垣島は、ラムサール条約登録湿地である名蔵アンパルや吹通川のマングローブ林、米原および於茂登岳のヤエヤマヤシやカンヒザクラの自生地などの希少な植物相が見られる。周辺海域には大規模なアオサンゴの群落で有名な白保海域をはじめとするサンゴ礁の海域がある。平久保、川平石崎、米原、白保、平野、明石、玉取崎、米原プカピー、御神崎の9地区が海域公園地区に指定されている。
石西礁湖は、日本で最大規模のサンゴ礁群であり、360種以上に及ぶ豊富な種類のサンゴが確認された世界的にも貴重なサンゴ礁のひとつである。このうち、5地区（竹富島タキドゥングチ・石西礁湖北礁・ヨナラ水道、竹富島シモビシ、黒島ウラビシ・キャングチ・仲本海岸、新城島マイビシ、竹富島南沖礁）が海域公園地区に指定されている。
当園は2019年（令和元年）8月20日発売の210円普通切手に描かれている。

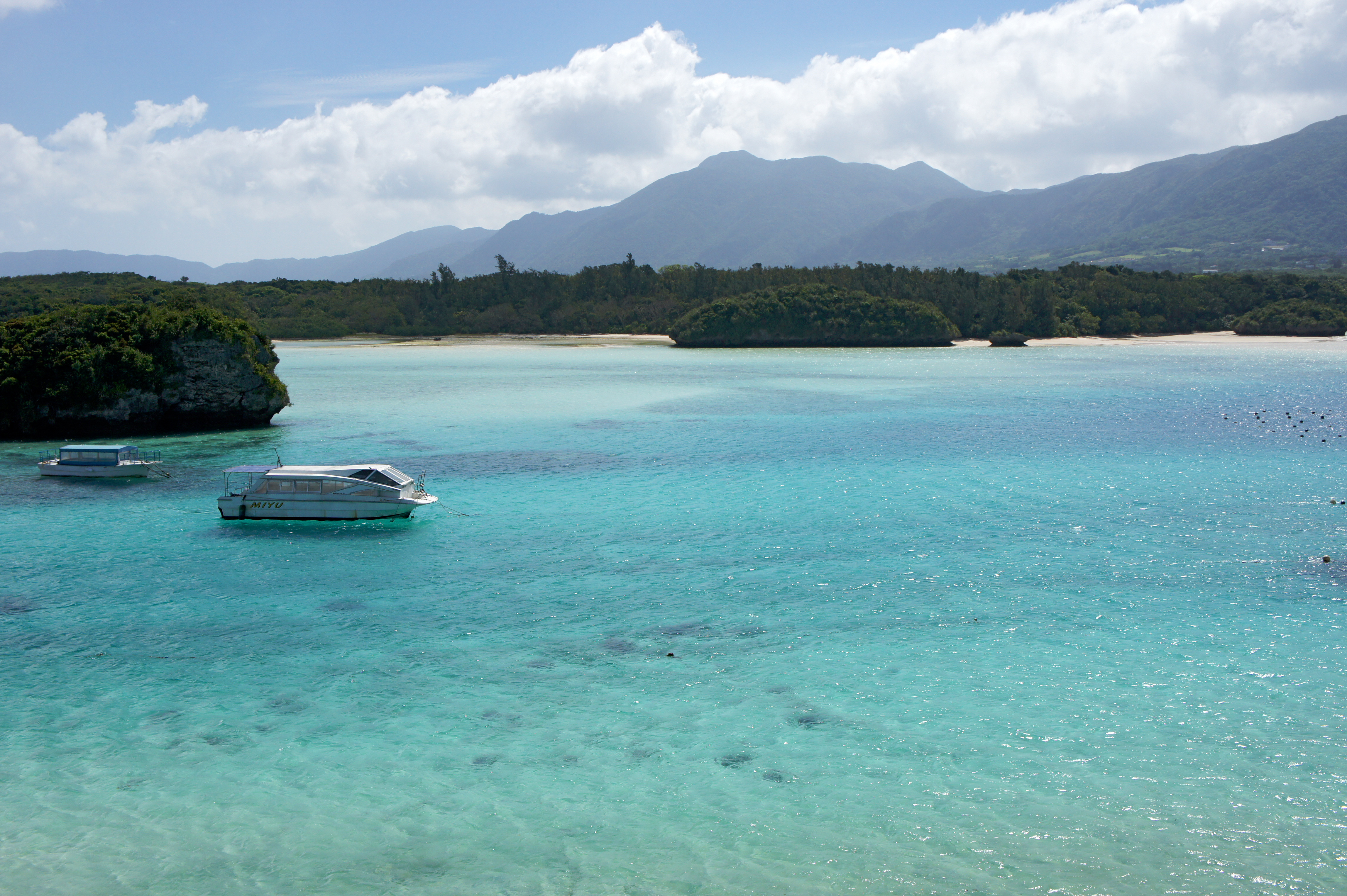
川平湾
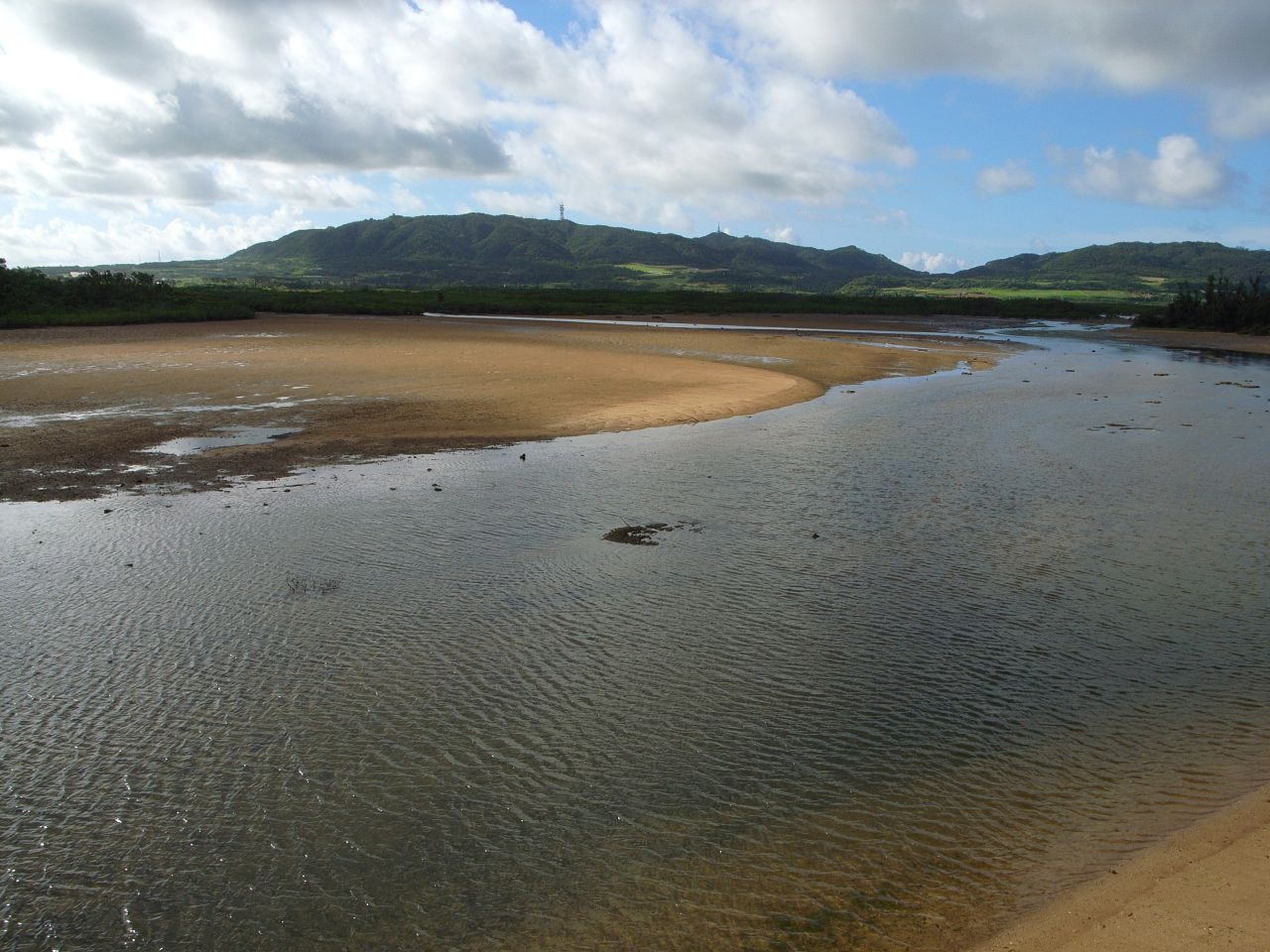
名蔵アンパル
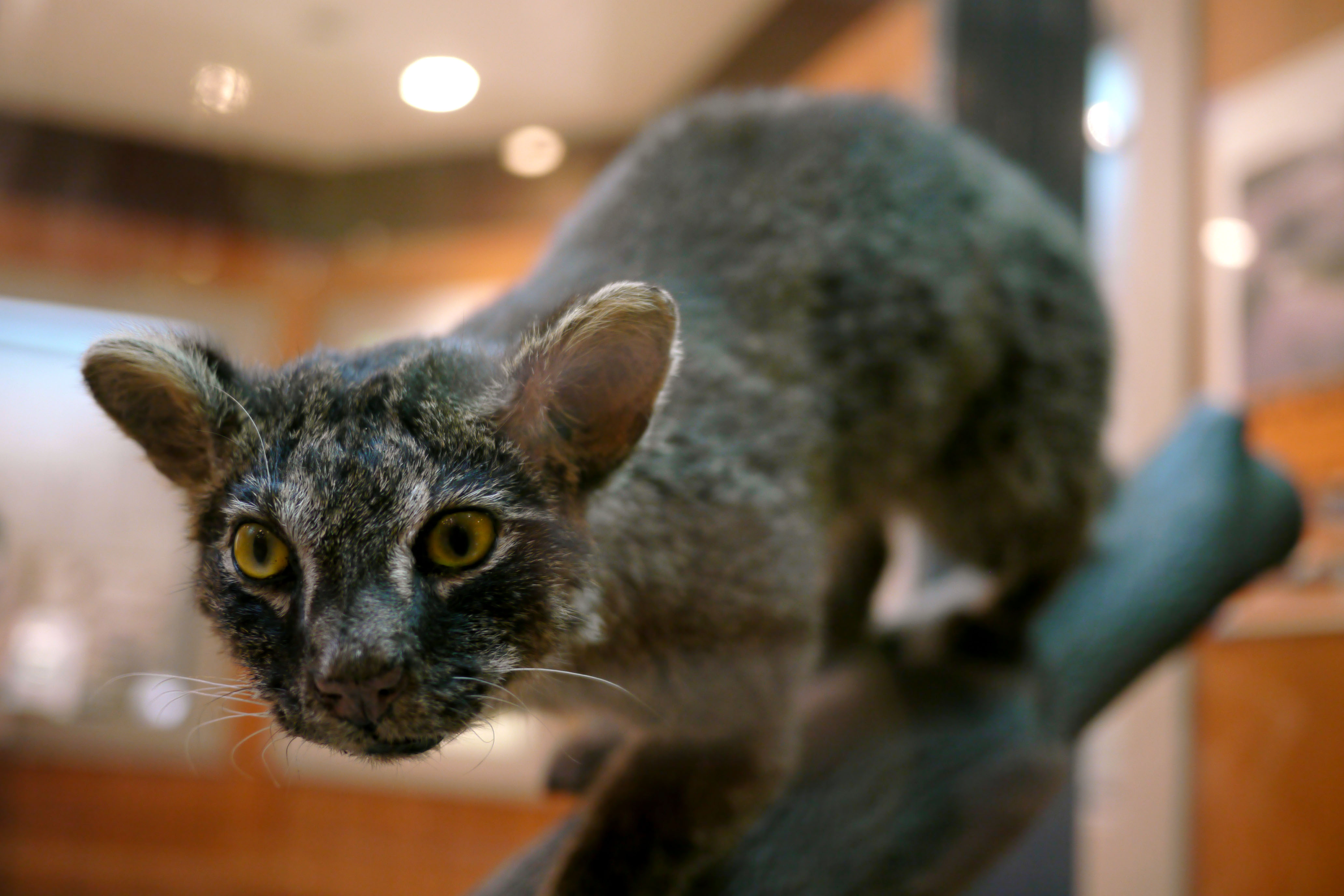
イリオモテヤマネコの剥製（西表野生生物保護センターの展示）
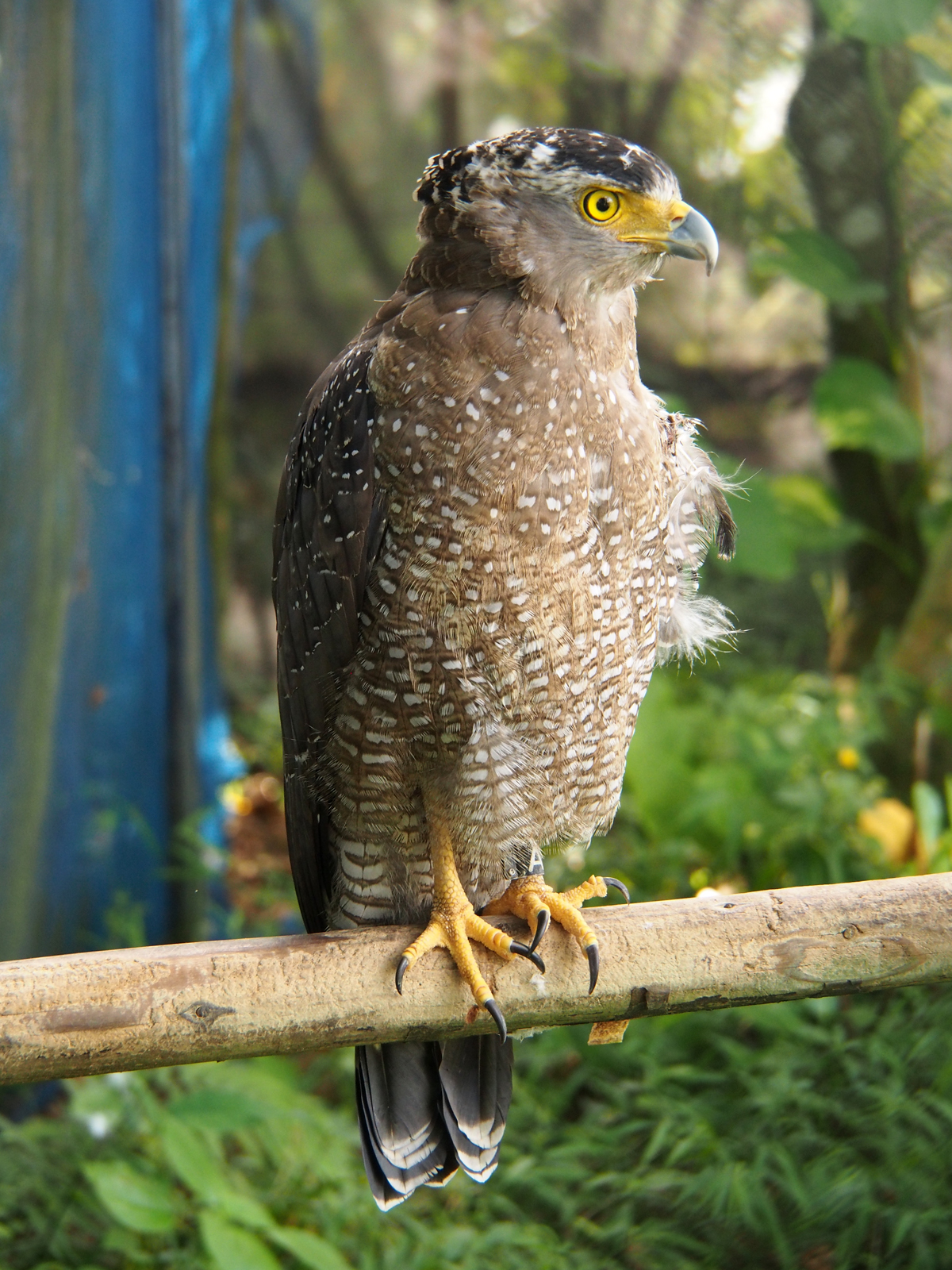
カンムリワシ（石垣やいま村で保護された個体）
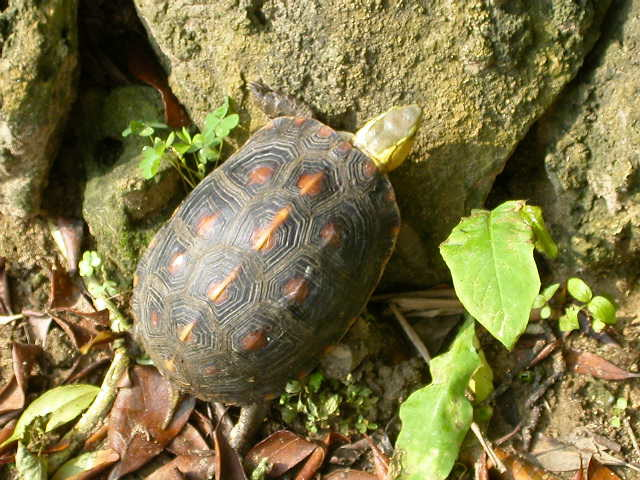
セマルハコガメ（西表島）
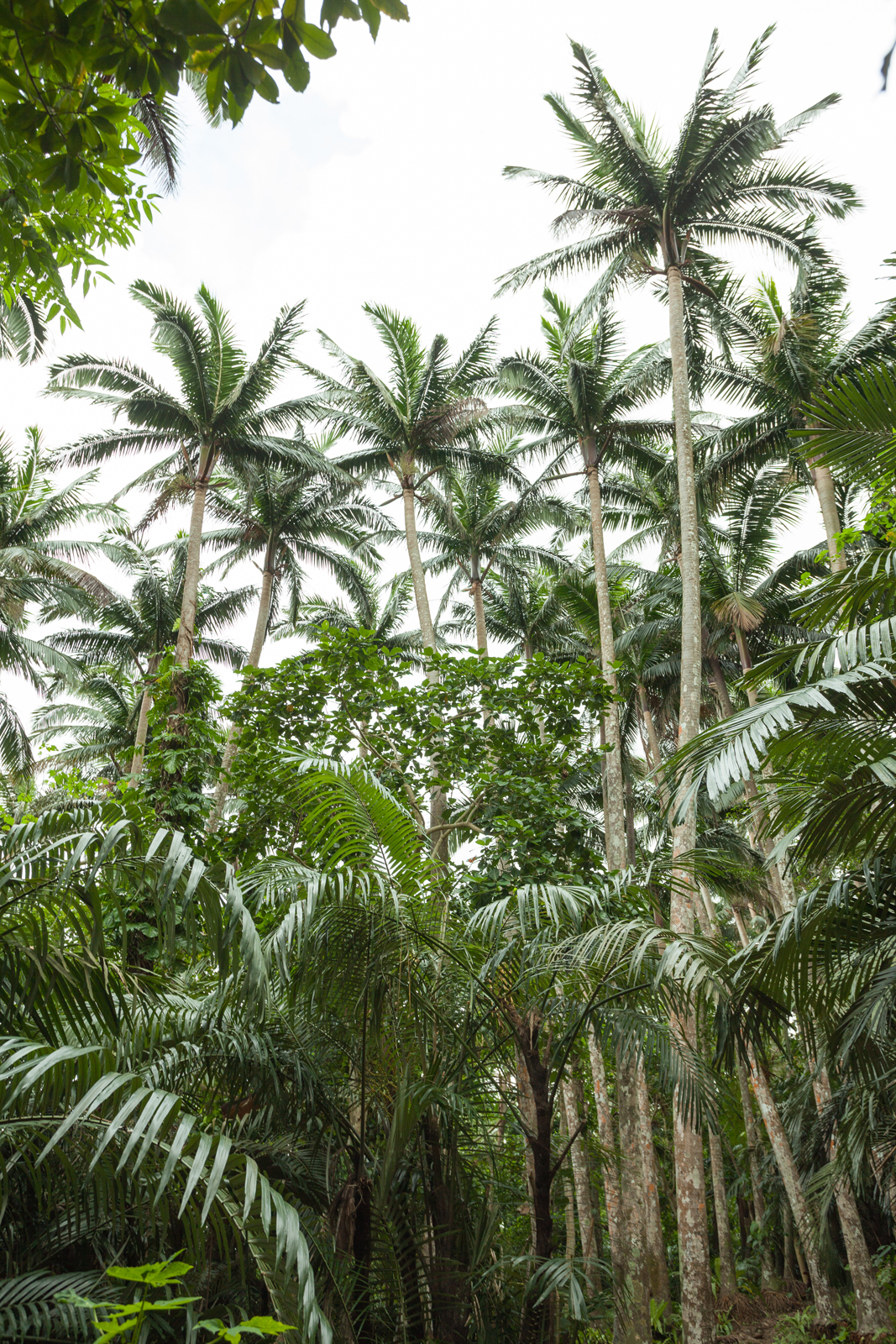
米原のヤエヤマヤシ群落

## 沿革
1972年（昭和47年）4月18日に琉球政府により西表政府立公園に指定され、同年5月15日の沖縄の本土復帰に伴い西表国立公園に指定された。
2007年（平成19年）8月1日に石垣島の一部が編入されるとともに、西表石垣国立公園に改称された。これは、国立公園としては、1964年の富士箱根伊豆国立公園以来43年ぶりの大規模な拡張である。拡張後の面積は、陸域が20,569ha、海域が52,097ha（うち海中公園地区が約1,106.5ha）となった。2012年（平成24年）3月27日には、陸域が21,958ha、海域が69,718ha（うち海域公園地区が20箇所、13,742.7ha）に拡大された。
2016年（平成28年）4月15日には西表島のほぼ全域が指定区域となるとともに、海域公園区域の拡張、石垣島北部の平久保半島のサガリバナ群落地の指定などにより面積が拡大し、陸域40,653ha、海域81,497haとなった。

### 年表
- 1972年（昭和47年）
  - 4月18日 - 琉球政府立公園西表政府立公園に指定。
  - 5月15日 - 沖縄の本土復帰に伴い国立公園西表国立公園に指定[11]。
  - 12月26日 - 公園区域の指定[12]。
- 1977年（昭和52年）7月1日 - 海中公園地区の指定[13]。
- 1990年（平成2年）12月1日 - 乗入れ規制地域の指定[14]。
- 2003年（平成15年）3月31日 - 公園区域[15]および公園計画[16]の見直し。
- 2007年（平成19年）
  - 6月29日 - 中央環境審議会にて、西表国立公園に石垣島および周辺海域の一部を編入する諮問案を答申。また、公園の名称を「西表石垣国立公園」に変更することも決定[17]。
  - 8月1日 - 石垣島および周辺海域の一部を編入し、西表石垣国立公園に改称[6]。
- 2012年（平成24年）3月27日 - 指定面積拡張。特に海域公園地区が12.4倍化され、20箇所、13,742.7haとなった[10]。
- 2016年（平成28年）4月15日 - 指定面積拡張[18][2]。
- 2018年（平成30年）3月30日 - 陸地部が国際ダークスカイ協会により「星空保護区」の暫定認定を受ける。ただし申請主体は管理者の環境省ではなく公園所在自治体の石垣市と竹富町[19]。
- 2020年（令和2年）2月26日 - 浦内川及び仲良川流域等の約2,000haを第2種特別地域から第1種特別地域に変更[20][21]。

## 関連市町村
- 沖縄県
  - 石垣市
  - 八重山郡竹富町

## ビジターセンター
利用者数は2017年（平成29年）。
| センター名                         | 設置者 | 所在地                       | 利用者数（人） |
| ---------------------------------- | ------ | ---------------------------- | -------------- |
| 竹富島ビジターセンター（ゆがふ館） | 環境省 | 沖縄県八重山郡竹富町竹富2350 | 112,423        |
| 黒島ビジターセンター               | 環境省 | 沖縄県八重山郡竹富町黒島1830 | 4,024          |
| 西表野生生物保護センター           | 環境省 | 沖縄県八重山郡竹富町字古見   | 15,407         |

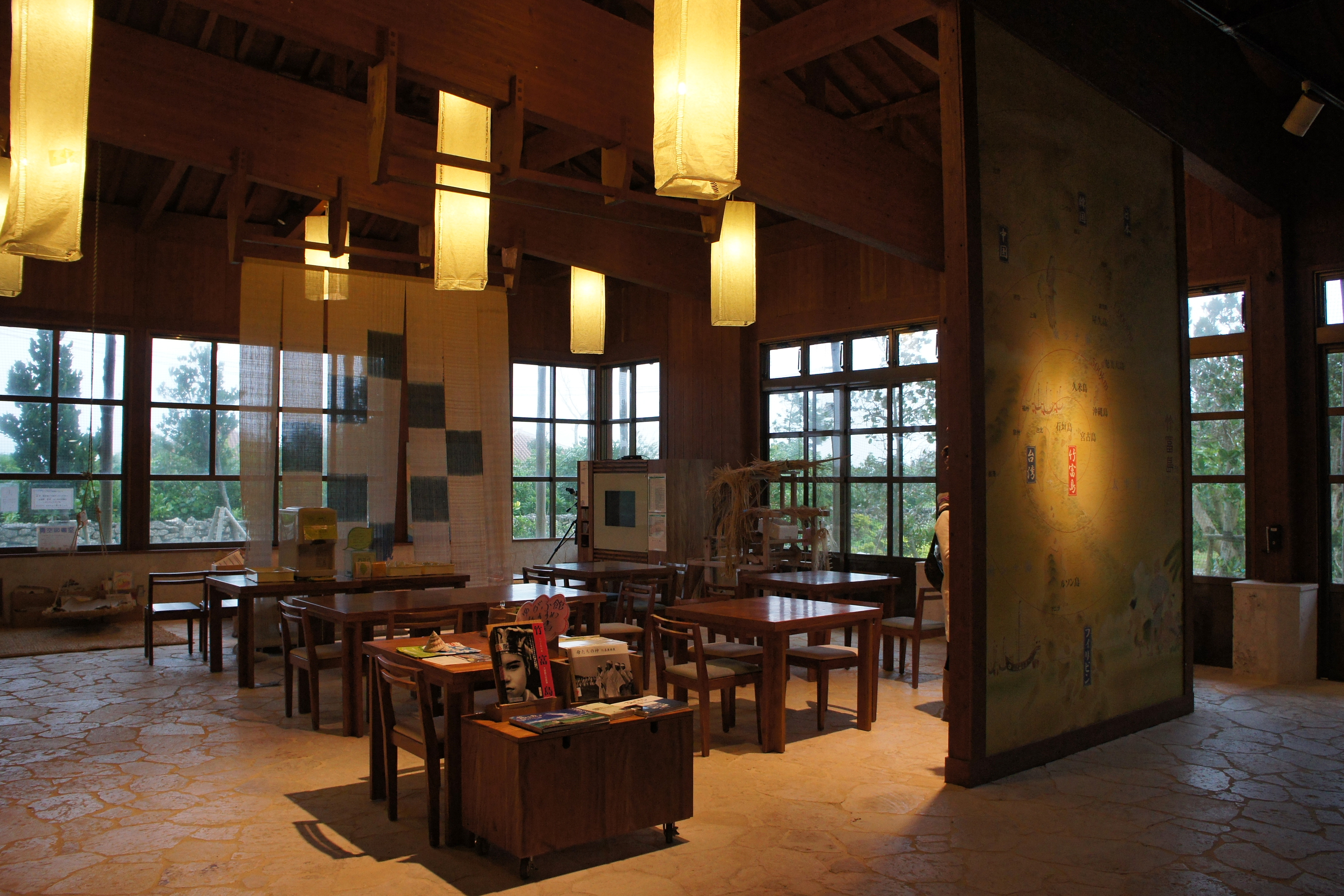
竹富島ビジターセンター（ゆがふ館）
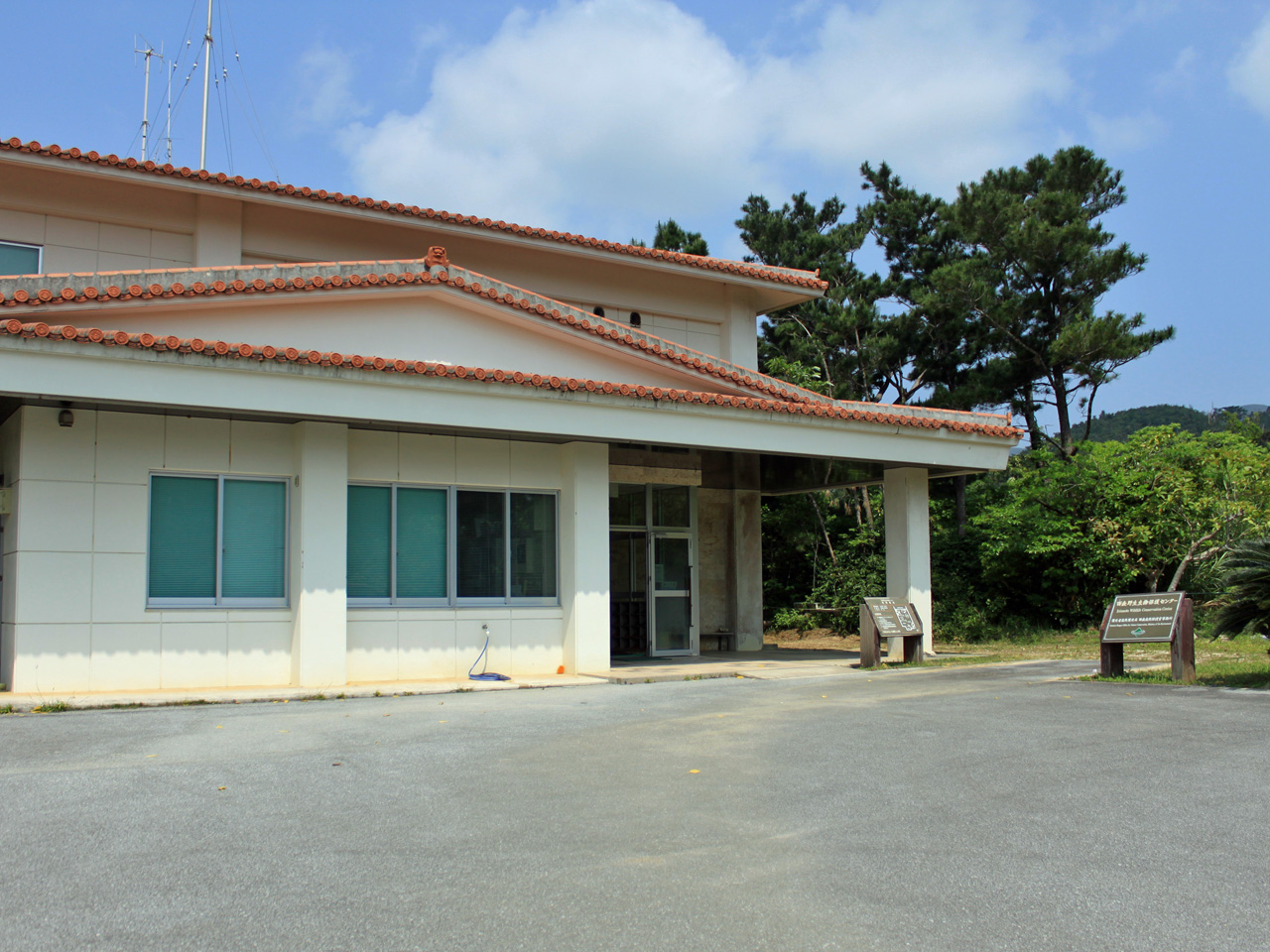
西表野生生物保護センター